# Nagqu
Nagqu (tyb. ནག་ཆུ་གྲོང་ཁྱེར།, Wylie nag-chu grong-khyer, ZWPY Nagqu Chongkyir; chiń. 那曲市; pinyin Nàqū Shì) – miasto na prawach prefektury w Chinach, w Tybetańskim Regionie Autonomicznym. W 1999 roku liczyło 356 534 mieszkańców.
18 lipca 2017 roku zgodnie z decyzją Rady Państwa prefektura Nagqu została podniesiona do rangi miasta na prawach prefektury.

## Podział administracyjny
Prefektura miejska Nagqu podzielona jest na:
- dzielnicę: Seni
- 10 powiatów: Lhari, Biru, Nyainrong, Amdo, Xainza, Sog, Baingoin, Baqên, Nyima, Shuanghu